# Domoni (Anjouan)
Domoni (arabische Schrift دوموني, seltener auch Domoney) ist die zweitgrößte Stadt auf der Komoreninsel Anjouan im Indischen Ozean und liegt an der Ostküste der Insel. Bevor die Stadt Mutsamudu zur Inselhauptstadt wurde, war Domoni die Hauptstadt der Insel. Domoni liegt in der Gemeinde Domoni, die zur Präfektur Domoni gehört.

## Geschichte

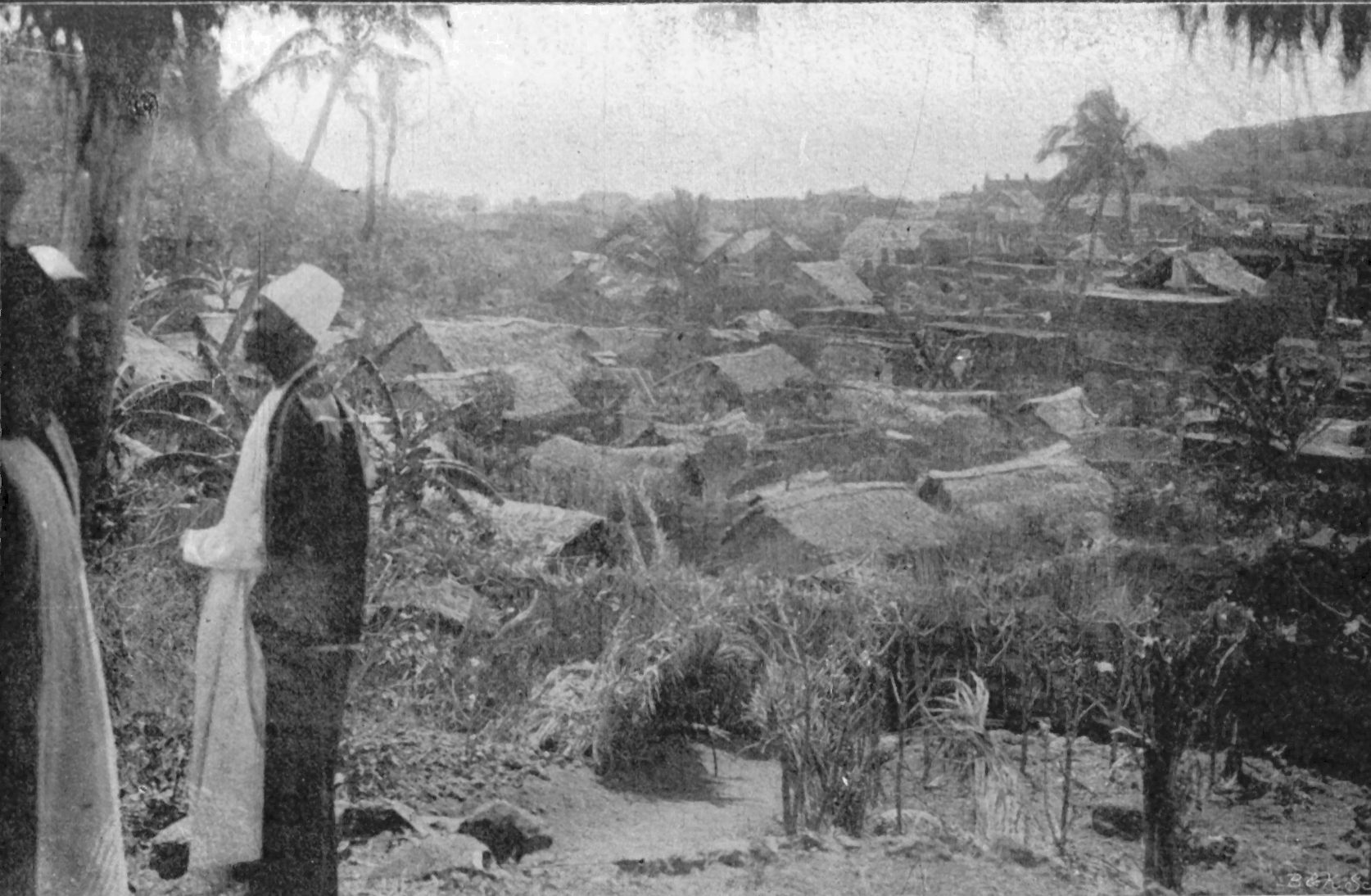
Domoni im Jahre 1900.

Früher war Domoni die Hauptstadt der Nzwani-Sultanate. Laut archäologischer Funde wurde die Stadt im 12. Jahrhundert gegründet. Bereits im 15. Jahrhundert entwickelte sich die Stadt zu einem blühenden Zentrum für den Handel mit Afrika, Persien, arabischen Ländern und Indien. Archäologische Artefakte wurden mit Japan gehandelt. Ibn Majid Ibn, ein Navigator, der die Gegend häufig bereiste und der Vasco da Gama nach Indien geführt hatte, nutzte den Hafen der Stadt als ein wichtiges Handelszentrum. Die Stadt wurde im 16. Jahrhundert von vielen Häuptlingen (bekannt als Feni) beherrscht, die weite Teile der Insel kontrollierten.
Bis zum Ende des 18. Jahrhunderts war Domoni die Hauptstadt des Anjouan-Sultanats. Es ist die Heimat einer bedeutenden chirazischen (Shirazi) Bevölkerung, die von sunnitisch, aristokratischen Einwanderern aus Shiraz und Persien zwischen dem 14. und 18. Jahrhundert abstammt.
Nachdem Häuptlinge aus Anjouan sich bittere Kämpfe lieferten, wurde die Stadt zunächst 1886 zum französischen Protektorat und 1909 ein Teil Frankreichs. 1975 bildeten die drei Inseln, Grande Comore, Moheli und Anjouan die Republik der Komoren. Der erste Präsident der Republik war Ahmed Abdallah, welcher aus Domoni kommt und dessen Mausoleum sich auch dort befindet.

## Geografie
Domoni liegt an der Ostküste von Anjouan und ist mit 16.276 Einwohnern eine der größten Städte der Insel. Ca. 16 Kilometer von Domoni entfernt befindet sich die Inselhauptstadt Mutsamudu, welche durch eine Straße mit Domoni verbunden ist. Adda Daweni befindet sich im Süd-Westen der Stadt und im Norden liegt Bambao Mtsanga. Wenige Kilometer südlich der Stadt mündet der Mro Ajaho ins Meer. Dieser entspringt im Landesinneren, in dem sich eine Gebirgskette befindet. Die höchsten Berge sind über 1.500 Meter hoch. Der Flughafen der Insel liegt im Dorf Quani, etwa 18 Kilometer nordwestlich der Stadt.
Die Altstadt ist in drei Viertel geteilt: Hari ya muji, Maweni und Momoni.

## Klima
|                       | Jan | Feb | Mär | Apr | Mai | Jun | Jul | Aug | Sep | Okt | Nov | Dez |   |      |
| Mittl. Tagesmax. (°C) | 22  | 21  | 20  | 21  | 19  | 22  | 20  | 19  | 18  | 21  | 21  | 23  | ⌀ | 20,6 |
| Mittl. Tagesmin. (°C) | 18  | 18  | 16  | 16  | 16  | 16  | 15  | 15  | 16  | 16  | 17  | 17  | ⌀ | 16,3 |
|                       |     |     |     |     |     |     |     |     |     |     |     |     |   |      |
| Niederschlag (mm)     | 222 | 171 | 111 | 102 | 42  | 15  | 36  | 15  | 24  | 15  | 42  | 264 | Σ | 1059 |

| 18 |

| 18 |

| 16 |

| 16 |

| 16 |

| 16 |

| 15 |

| 15 |

| 16 |

| 16 |

| 17 |

| 17 |

| 18 |

| 18 |

| 16 |

| 16 |

| 16 |

| 16 |

| 15 |

| 15 |

| 16 |

| 16 |

| 17 |

| 17 |

| N i e d e r s c h l a g | 222 | 171 | 111 | 102 | 42  | 15  | 36  | 15  | 24  | 15  | 42  | 264 |
|                         | Jan | Feb | Mär | Apr | Mai | Jun | Jul | Aug | Sep | Okt | Nov | Dez |

## Sehenswürdigkeiten
Das erste Steingebäude in Domoni wurde Mitte des 13. Jahrhunderts erbaut. Die alten Häuser, die von Shirazis gebaut wurden, welche aus Persien eingewandert sind, sind noch heute in der Stadt zu sehen. Die ersten Moscheen wurden im 11. und 12. Jahrhundert erbaut und im 14. und 15. Jahrhundert deutlich vergrößert. Eine solche Moschee ist die Mkiri Wa Shirazi oder die Shirazi Moschee. Während die meisten Moscheen ein Mihrāb haben, das auf Mekka ausgerichtet ist, zeichnet sich die Shirazi-Moschee damit aus, dass sie zwei Mihrāben hat. Die Freitagsmoschee der Stadt hat das höchste Minarett auf der Insel, welches rechteckig ist. Im Zentrum der Stadt, auch bekannt als Hari ya Muzhi, sind auch heute noch viele alte Herrenhäuser zu finden. Das Mausoleum des Präsidenten Ahmed Abdallah Abderemane, der 1989 von einer Präsidentschaftswache ermordet wurde, hat vier große Minarette.
Die Stadt ist bekannt für ihre Paläste und Herrenhäuser aus dem 16. und 18. Jahrhundert, mit einem Labyrinth von Häusern, welche mit reich verzierten Holztüren versehen ist.
Die Steingebäude in der Stadt haben oft ein Strohdach über ihren Terrassen.

## Kultur
Die Stadt ist für ihre hochwertigen Holzschnitzereien bekannt. Zarte Stickerei wird von lokalen Handwerkern durchgeführt. Eine Tradition in der Stadt ist, dass Frauen die Sandelholz-Paste auf die Gesichter des anderen platzieren, während sie auf den Treppen der Häuser sitzen.
Die Kultur der Stadt wird in zwei Werken von Akademikern der Kansas State University, Ehe in Domoni von Martin Ottenheimer und Musik der Komoren – Domoni von Martin und Harriet Ottenheimer beschrieben. In der ganzen Stadt verteilt machen Frauen Musik, indem sie Kokosnussschalen, Gongs und Stöcke schlagen sowie die einfellige Rahmentrommel tari spielen. Die Männer spielen drei zweifellige Trommeln fumba, dori und msindio, ferner die Laute gabus, das Doppelrohrblattinstrument mzumara, die Floßrassel nkayamba und die Stabzither ndzedze.
Die Stadt hat Zeiten der religiösen Intoleranz erlebt. Es gab Vorfälle der religiösen Belästigung von Christen in den Räumlichkeiten der Moscheen in Domoni. Im April 2001 wurden Führer der christlichen Gemeinschaft von islamistischen, religiösen Gruppen befragt und bedroht. In einem Zwischenfall musste der Vater eines christlichen Führers eine Geldstrafe zahlen und die Familie musste einen Monat im Exil der Stadt leben.